# Джедкара Ісесі
Джедкара Ісесі — давньоєгипетський фараон з V династії.

## Життєпис
Правління фараона добре задокументовано як господарськими папірусами з Абусіра, так і численними царськими печатками та сучасними йому написами; все це вказує на доволі тривалий термін його правління.
У Туринському папірусі місце, де зазначено час його правління не дуже добре читається, добре простежується тільки цифра 8 як закінчення. Більшість дослідників вважають, що він правив упродовж 28 років, однак деякі єгиптологи схильні вважати, що насправді він правив 38 років. Відповідно до Манефона Джедкара, якого він називав Танхересом, правив 44 роки. Святкування Джедкарою ювілею Хеб-Сед також передбачає, що правління фараона перевищувало 30 років.
Вважається, що часи правління Джедкари Ісесі було часом децентралізації та послаблення влади фараона.

### Експедиції Джедкари
Джедкара Ісесі розпочав роботи в Східній пустелі, в каменоломнях Ваді-Хаммамата (за два дні дороги на схід від Коптоса), про що залишив там напис. Відповідно до напису Хірхуфа, правителя найпівденнішої області Єгипту — Елефантини, за пізнішого фараона Пепі II, Джедкара відряджав експедицію Нілом, до країни Іам (вище 3-х порогів), під началом «скарбничого бога» Баурдіда. З тієї експедиції до двору фараона був привезений коротун — пігмей, житель Центральних районів Африки.
Друга експедиція у супроводі військових загонів та військових кораблів була відряджена на Синайський півострів за малахітом, де були відкриті нові копальні, та про що там було складено напис.
Незважаючи на те, що всі представники його династії зводили храми, присвячені богу Сонця Ра, Джедкара, ймовірно, не створив такого храму. Вважається, що таким чином була засвідчена популярність Осіріса серед простих єгиптян, що зростала, яка похитнула позиції державного культу Ра.

### Піраміда Джедкари

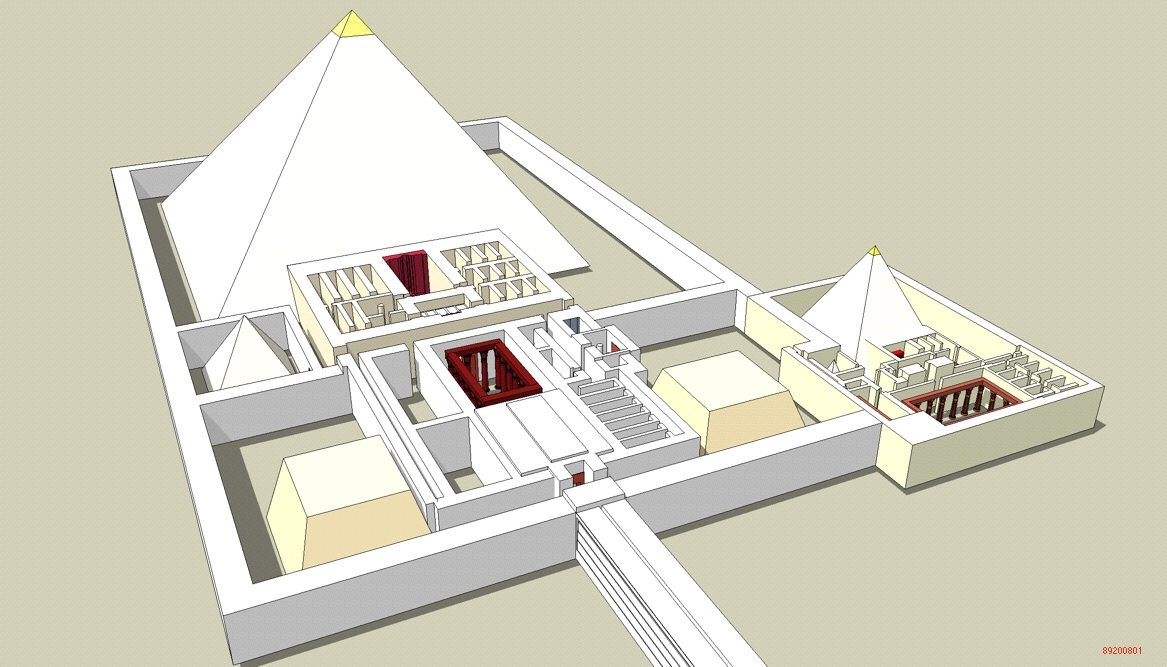
Піраміда Джедкари. Реконструкція

Окрім того, свою піраміду (86,5 × 86,5 м) фараон збудував у стародавньому некрополі Саккара, а не в Абусірі, як його попередники. Нині та піраміда сильно зруйнована та відома з її арабської назви «Хараф-еш-Шоваф» («Сторожова піраміда»), оскільки її сучасні обриси нагадують вишку. Піраміда була доволі великою — довжина сторони її основи перевищувала 86 м.
1945 року група археологів під керівництвом Абд-ес-Саляма дослідила внутрішні приміщення піраміди та вперше виявила ім'я її власника — Джедкари. Мумія, знайдена у розбитому саркофазі з поховальної камери, імовірно, належить самому фараону. Заупокійний храм Джедкари розписаний і декорований з великою майстерністю. Ймовірно, зображення в ньому можна вважати перехідною ланкою до «Текстів піамід», що вперше з'явились у піраміді спадкоємця Джедкари — Уніса.